# بون سواريه (فلم)
بون سواريه فيلم مصري من إنتاج سنة 2010، تأليف محمود أبو زيد وإخراج أحمد عواض ومن بطولة غادة عبد الرازق، ونهلة زكي، ومي كساب، وحسن حسني

## القصة
تدور أحداث الفيلم حول قضية الميراث، من خلال ثلاث فتيات، خريجة حقوق وأختها خريجة دار العلوم وأخرى نرجسية تركت دراستها بكلية التجارة وتزوجت وفشلت. حيث يرثن تركة كبيرة عبارة عن كباريه يدعى بون سواريه، وتتولى اثنتان منهن (غادة عبد الرازق ونهلة ذكي) ادارته بسعادة، حيث يحقق لهما نقلة نوعية على المستوى المادي، وسط اعتراض ونصيحة أختهما الثالثة المتدينة (مي كساب) بأن يتخلصا من هذا الملهى الليلي، إلا أنهما عنيدتان وترفضان تقبل نصيحتها، بل وتقدم كل منهما فقرة في هذا الكباريه. ونتيجة دخولهما هذا العالم الجديد عليهما تتعرضان لمشاكل كثيرة، تنتهي بتركهما هذا المكان والبحث عن عمل شريف.

## طاقم التمثيل
- غادة عبد الرازق: (هدى)
- نهلة زكي: (عفاف)
- مي كساب: (إيمان)
- حسن حسني: (نديم)
- طلعت زكريا: (فهمي)
- رضا إدريس
- رؤوف مصطفى
- عادل الفار
- حمدي السخاوي
- سامح أبو الغار
- يوسف العسال
- مروى

## روابط خارجية
- بون سواريه على موقع الدهليز
- بون سواريه على موقع قاعدة بيانات الأفلام العربية